# Dimitrijo, sine Mitre
Dimitrijo, sine Mitre čuvena je vranjanska starogradska pesma. Iako se često misli da je u pitanju izvorna narodna pesma, njena autorka je zapravo Stana Avramović Karaminga. Pesmu je spevala 1919. godine po istinitom događaju, a uobličavala ju je sve do svoje smrti 1969. Među brojnim interpretatorima ove pesme nalaze se Vasilija Radojčić, Staniša Stošić, Olivera Katarina, Branimir Štulić (Azra) i drugi.

## Spoljašnje veze
- Ovako je nastala čuvena pesma Dimitrije, sine Mitre, pristupljeno 28. novembra 2016.
- Uvod u Vranjsku pesmu: Jedini nematerijalni kulturni element Vranja (10. jul 2018)